# Isidro Ayora
Isidro Ramón Ayora Cueva (1979-1978) est un homme d'État, médecin obstétricien, ancien président de l'Équateur (3 avril 1926 - 24 août 1931).

## Enseignement
Adolphe Ferrière le considère comme un promoteur de l'Éducation nouvelle en Équateur dans son article d'août-septembre 1930 « L'éducation dans la République de l'Équateur » (prélude à son ouvrage L'Amérique latine adopte l'École active).